# Diabetesberater DDG
Diabetesberater DDG ist eine qualifizierende Berufsbezeichnung der Deutschen Diabetes-Gesellschaft (DDG). Sie wird durch Weiterbildungsunterricht und eine Prüfung erworben. Adressaten sind Personen, die bestimmte Heilberufe ausüben (s. u.). Das Qualifizierungsprogramm wird von der Deutschen Diabetes-Gesellschaft konzipiert und durchgeführt. Die weitere, andauernde Fortbildung obliegt hauptsächlich dem Verband der Diabetes-Beratungs- und Schulungsberufe in Deutschland (VDBD).

## Aufgaben
Diabetesberater informieren und beraten Betroffene. Sie erstellen im Auftrag eines Arztes gezielt abgestimmte Programme und führen Schulungen für Menschen mit Diabetes durch. Auch Maßnahmen zur Prävention des Diabetes mellitus gehören zum Aufgabengebiet von Diabetesberatern.
Die Patientenschulungen werden meist in Krankenhäusern, diabetologischen Schwerpunktpraxen und Praxen von Allgemeinmedizinern durchgeführt. Darüber hinaus sind Diabetesberater noch in Informationszentren von Arzneimittelherstellern oder in Beratungsstellen von Krankenversicherungen tätig.
Das Handlungsfeld von Diabetesberatern erstreckt sich auf Menschen mit Prädiabetes, Diabetes mellitus sowie die möglichen Begleiterkrankungen und auf die Bezugspersonen der Betroffenen.

## Weiterbildungsziele
Die Weiterbildung zum Diabetesberater DDG soll, entsprechend dem aktuellen Stand medizinisch-diabetologischer und weiterer bezugswissenschaftlicher Erkenntnisse, fachliche und personale Kompetenzen zur eigenverantwortlichen Schulung und Beratung von zu Beratenden vermitteln. Die Weiterbildung soll die beruflichen Handlungskompetenzen des Teilnehmers insbesondere für die Aufgabenbereiche erweitern.
- Analysieren und Beurteilen der Patientensituation
- Anleiten, Coachen, Beraten und Schulen von zu Beratenden
- Interdisziplinäre Zusammenarbeit
- Mitwirken bei der Qualitätssicherung in der Diabetologie
- Mitwirken beim Case Management.

Die Weiterbildung gilt als bestanden, wenn sämtliche Modulprüfungen mit mindestens „ausreichend“ (4,0) bewertet worden sind.

## Zugangsvoraussetzungen
Zur Weiterbildung zugelassen werden Bewerber mit folgenden Voraussetzungen/Berufen:
- Gesundheits-/Krankenpfleger
- Kinderkrankenpfleger
- Altenpfleger
- Podologe
- Diätassistent
- Dipl. Ökotrophologe (FH), Trophologe, Ernährungswissenschaftler, Oecotrophologe (BSc)
- Arzthelfer oder MTA in Verbindung mit der Berechtigung, die Bezeichnung Diabetes-Assistent DDG oder KV zu führen.

## Weiterbildungsstätten
Die Weiterbildung kann in fünf Weiterbildungsstätten absolviert werden und umfasst 520 Stunden theoretischen Unterricht zzgl. Praxis-, Selbstlern- und Prüfungsphasen. Die Weiterbildung zum Diabetesberater wurde im Jahr 2011 für ihre Konzeption mit dem Weiterbildungs-Innovationspreis des Bundesinstitut für Berufsbildung (BIBB) ausgezeichnet.

## Staatliche Anerkennung in Rheinland-Pfalz
In den vier Bezirksärztekammern von Rheinland-Pfalz ist auf Kammerebene eine Anerkennung analog zur staatlichen Anerkennung ausgearbeitet worden. Nach der Landesverordnung zur Durchführung des Landesgesetzes über die Weiterbildung in den Gesundheitsfachberufen (GFBWBGDVO), mit Stand vom 7. Juli 2009 in Rheinland-Pfalz, sind die Diabetesberater genannt.